# Leonor de Roye
Leonor de Roye (em francês:  Éléonore de Roye; 24 de fevereiro  de 1535 - 23 de julho de 1564) foi uma nobre francesa,  Princesa de Condé pelo seu casamento com Luís I de Bourbon-Condé, principal chefe protestante durante as Guerras religiosas na França. Ela foi, conjuntamente com a sua Mãe, Madalena de Mailly, uma das grandes damas da corte de França que defendiam o protestantismo.

## Biografia
Éléonore de Roye era a filha Carlos de Roye (1510-1551), Conde de Roucy, e de Madalena de Mailly, Senhora de Conti. Pelo seu casamento, torna-se cunhada de António de Bourbon (1518-1562), rei de Navarra. A 19 de janeiro de 1551, com a morte de seu pai, sendo ela a filha mais velha, herda o Condado de Roucy. Na altura tem quinze anos.
A 22 de junho de 1551, já com dezasseis anos, a jovem condessa casa, em Plessis-de-Roye (Oise), Louis I de Bourbon, (1530-1569), Príncipe de Condé. Muito rapidamente após o casamento, Leonor sente as manifestações da primeira de várias gravidezes. O casal teve oito filhos:
1. Henrique I (Henri) (1553-...), que sucede ao pai como Príncipe de Condé;
2. Margarida (Marguerite) (1556 morre jovem);
3. Carlos (Charles) (1557 morre jovem);
4. Francisco (François) (1558-1614), marque~es e depois Príncipe de Conti;
5. Carlos (Charles) (1562-1594), arcebispo de Ruão, Cardeal;
6. Luís (Louis) (1562-1563);
7. Madalena (Madeleine) (1563-1563);
8. Catarina (Catherine) (1564 morre jovem).

Dos oito filhos que Leonor deu à luz, cinco morrem durante a infância. Em 1560, durante as guerras religiosas, Leonor tivera já quatro filhos, e o seu marido fora já encarcerado duas vezes por ordem da família de Guise. Leonor e a sua mãe envolvem-se em atividades políticas importantes com o fito de apoiar o seu marido. Esposa fiel, fervorosa partidária da fé calvinista, e sobretudo mãe devota, Leonor irá ao ponto de procurar apoio junto da rainha de Inglaterra, a protestante Isabel I (1533-1603).
Por fim, ele negoceia (quer por cartas, quer pessoalmente) com a rainha mãe Catarina de Médicis (1519-1589), a saída do seu marido da prisão. A libertação do marido, em 1563, dá origem à paz de Ambroise, celebrada a 19 de março de 1563. Instalada no Castelo de Condé, Leonor educa os seus filhos com devoção.
Aos 29 anos, a jovem mulher é já mãe de sete crianças, aguardando a oitava. Um pouco negligenciada pelo marido, Leonor morre durante o parto no Castelo de Condé.